# Wienův posunovací zákon

Znázornění vyzařování absolutně černého tělesa jako funkce vlnové délky, při různých absolutních teplotách. Každá křivka má vrchol na jiné vlnové délce, závislost posouvání vrcholků ekvitermních křivek právě Wienův zákon popisuje.

Wienův posunovací zákon je fyzikální zákon, který konstatuje, že v záření absolutně černého tělesa je maximální energie vyzařována na vlnové délce, která se s rostoucí termodynamickou teplotou snižuje (tj. čím teplejší je těleso, tím více vyzařuje na kratších vlnových délkách, tj. vyšších frekvencích):
{\displaystyle \lambda _{max}={\frac {b}{T}}},
kde λmax je vlnová délka maxima spektrální hustoty vyzařování, T je teplota tělesa a b je tzv. Wienova konstanta, jejíž hodnota je přibližně
b = 2,898 mm · K.
Spektrální hustota záření v tomto maximu je přitom úměrná čtvrté mocnině teploty,
{\displaystyle W_{\lambda }={\mbox{konst}}\cdot T^{4}}.
Ovšem, pokud jde o spektrální hustotu vyjádřenou jako funkce frekvence (tj. ekvidistantní ve frekvencích), je frekvence maxima rovna
{\displaystyle \nu _{\max }={\alpha  \over h}kT}
kde α ≈ 2.821439… je numerická konstanta, k je Boltzmannova konstanta, h je Planckova konstanta a T je termodynamická teplota. Jí pak odpovídá jiná vlnová délka než je λmax (přibližně o 76% větší).

## Příklad
Povrchová teplota Slunce je asi 5780 K, z Wienova posunovacího zákona pak vyplývá, že této teplotě odpovídá maximum vyzařování v oblasti kolem 500 nm (spektra ve vlnových délkách, tj. pro spektrální hustotu vztaženou např. na nanometr), což je zhruba uprostřed oblasti viditelného světla, čemuž odpovídá žlutozelená barva. Žárovka (resp. její zářící vlákno) má o něco nižší teplotu, proto má její světlo větší vlnovou délku a je o něco žlutější. „Doruda“ rozžhavený kov má ještě o něco nižší teplotu a září proto červeně, která je již na okraji viditelného spektra. Ještě chladnější objekty pak ve viditelné oblasti září jen minimálně a vyzařují jen infračervené záření.

## Historie
Tento zákon formuloval v roce 1893 Wilhelm Wien pouze na základě empirických zkušeností a v roce 1911 za tento a související objevy získal Nobelovu cenu za fyziku. Dnes lze Wienův zákon odvodit z obecnějšího Planckova vyzařovacího zákona.